# دبليو 33 (قنبلة نووية)

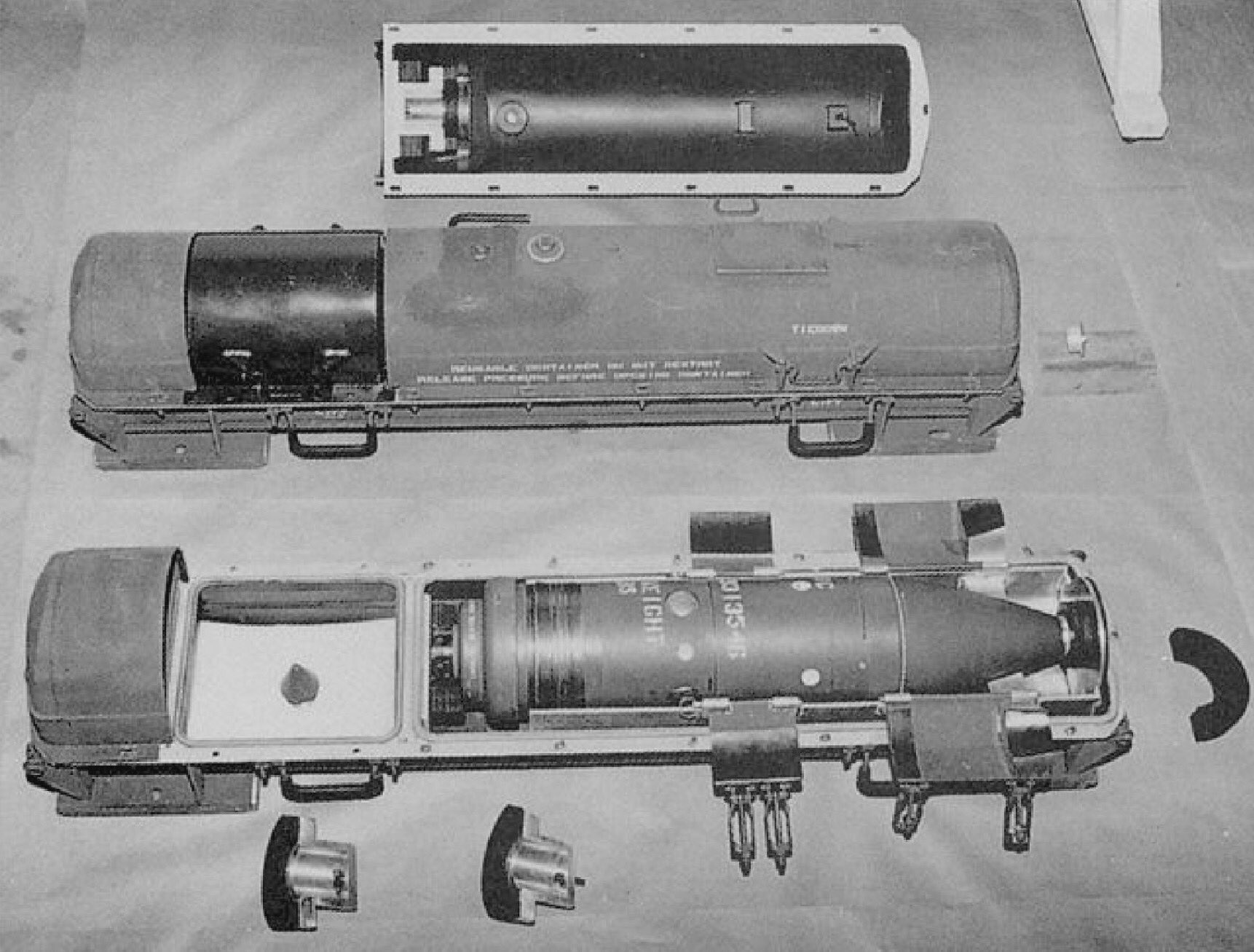
مارك 33 في حاوية تخزينها.

مارك 33 (قنبلة نووية) هي قذيفة مدفعية نووية أمريكية أطلقت من مدفع هاوتزر M110 ومدفع هاوتزر M115 .
تم إنتاج 2000 قذيفة وتم تصنيع أولها في عام 1957 وظلت في الخدمة حتى عام 1992. استخدم اليورانيوم المخصب بالرأس الحربي كمواد انشطارية نووية ويمكن استخدامه في تكوينين مختلفين.